# Mauerkammergrab von Halberstadt

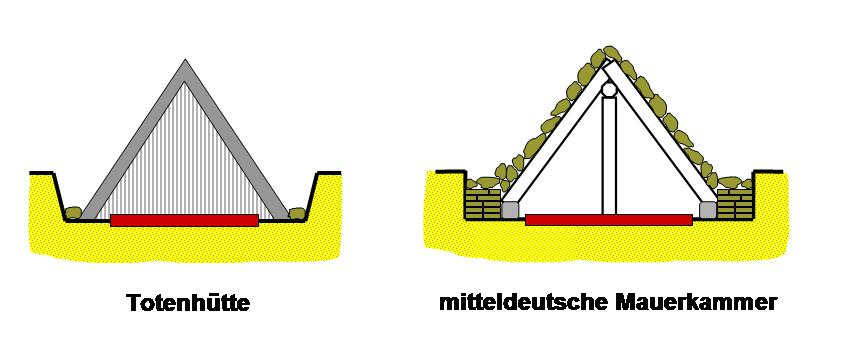
Mauerkammergrab – rechts

Das Mauerkammergrab von Halberstadt im Landkreis Harz in Sachsen-Anhalt ist ein steinzeitliches Mauerkammergrab; es wurde im Jahr 1822 am Lausehügel zwischen Mahndorf und Derenburg entdeckt und von dem Theologen, Schriftsteller und Historiker Bernhard Augustin (1771–1856) ausgegraben.
Im südlichen Teil eines Süd-Nord orientierten langen Hügels lag eine etwa 10 × 3 m große Ost-West orientierte Kammer in Holz-Steinbauweise mit rundlichen Einbauten aus geschichteten Steinen. Holzreste an der Süd- und Nordseite verbinden die drei Einbauten. Ein Holzdach mit einer Steinabdeckung erscheint denkbar. Die verstürzten Reste der Abdeckung wurden vom Ausgräber vermutlich als „Kuppeldächer“ angesprochen. Über den Steinschichten lagen Asche und Holzreste.
Auf dem Steinpflaster im östlichen Einbau waren in einer Schwarzerdeschicht viele menschliche Knochen mit Brandspuren, ohne erkennbare Ordnung niedergelegt. Bei einem Knochenhaufen im Südwesten lagen fünf Feuersteinklingen. An Beigaben fanden sich ferner ein Steinbeil, 26 Gefäße und viele Scherben. Die Keramik wurde mehrfach in Gruppen bis zu vier Stück in kleinen Steinbauten angetroffen.
Auf dem Steinpflaster im mittleren Einbau lagen, von einer Lehmschicht bedeckt, menschliche Knochenreste und Holzkohle.
Auf dem Steinpflaster im westlichen Einbau auf der Lehmschicht befanden sich verbrannte menschliche Knochen.
Die Keramik stellt das Grab zur Bernburger Kultur. Der Deutung Ulrich Fischers als „Rundkammern“ schließt sich Hans-Jürgen Beier nicht an.